# Roman Duckert
Roman Duckert (* 12. Januar 2002) ist ein deutscher Radrennfahrer.

## Sportliche Laufbahn
Duckert fuhr in den Saisons von 2021 bis Mai 2023 für das deutsche Team Dauner-AKKON.
Am 1. Juni des Jahres 2023 wechselte er zum Team Storck-Metropol Cycling. Für seine neue Mannschaft konnte er wenig später bei den Deutsche Straßen-Radmeisterschaften 2023 das Straßenrennen auf dem dritten Rang beenden. In der Saison 2024 entschied er die 2. Etappe der Tour of Mersin für sich.

## Erfolge
2024
- eine Etappe Tour of Mersin